# Salem (Valencia)
Salem ist eine spanische Gemeinde (Municipio) mit 394 Einwohnern (Stand: 2024) in der Valencianischen Gemeinschaft, in der Comarca Vall d’Albaida.

## Lage
Salem liegt in einer Höhe von ca. 350 m. Die Provinzhauptstadt Valencia liegt etwa 55 Kilometer in nördlicher Richtung.

## Geschichte
| Jahr      | 1900 | 1930 | 1950 | 1960 | 1970 | 1981 | 1991 | 2001 | 2011 | 2021 |
| --------- | ---- | ---- | ---- | ---- | ---- | ---- | ---- | ---- | ---- | ---- |
| Einwohner | 750  | 673  | 662  | 640  | 614  | 498  | 467  | 468  | 469  | 414  |

## Kultur und Sehenswürdigkeiten
- Michaeliskirche (Església de Sant Miquel Arcàngel)

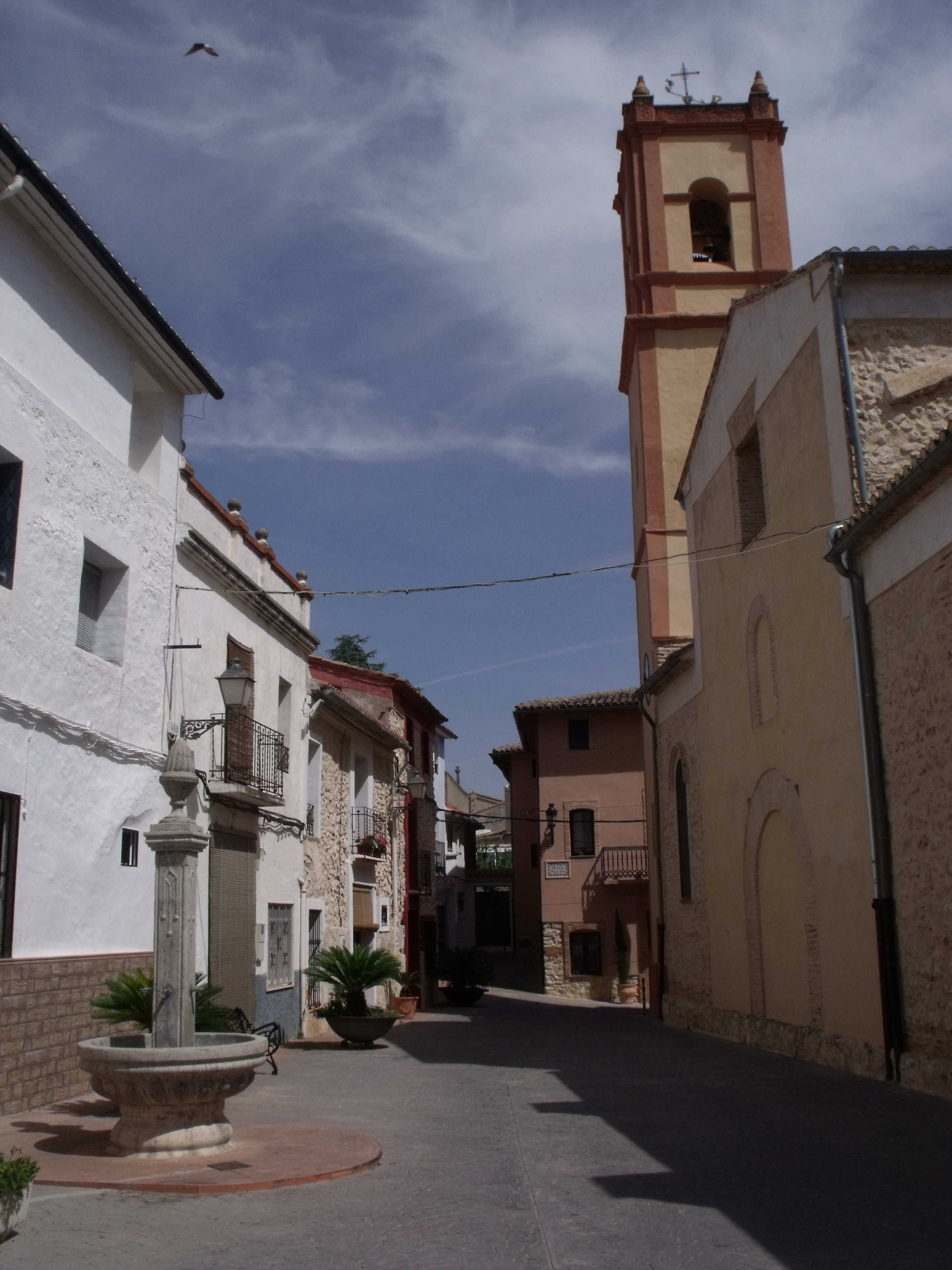
Michaeliskirche
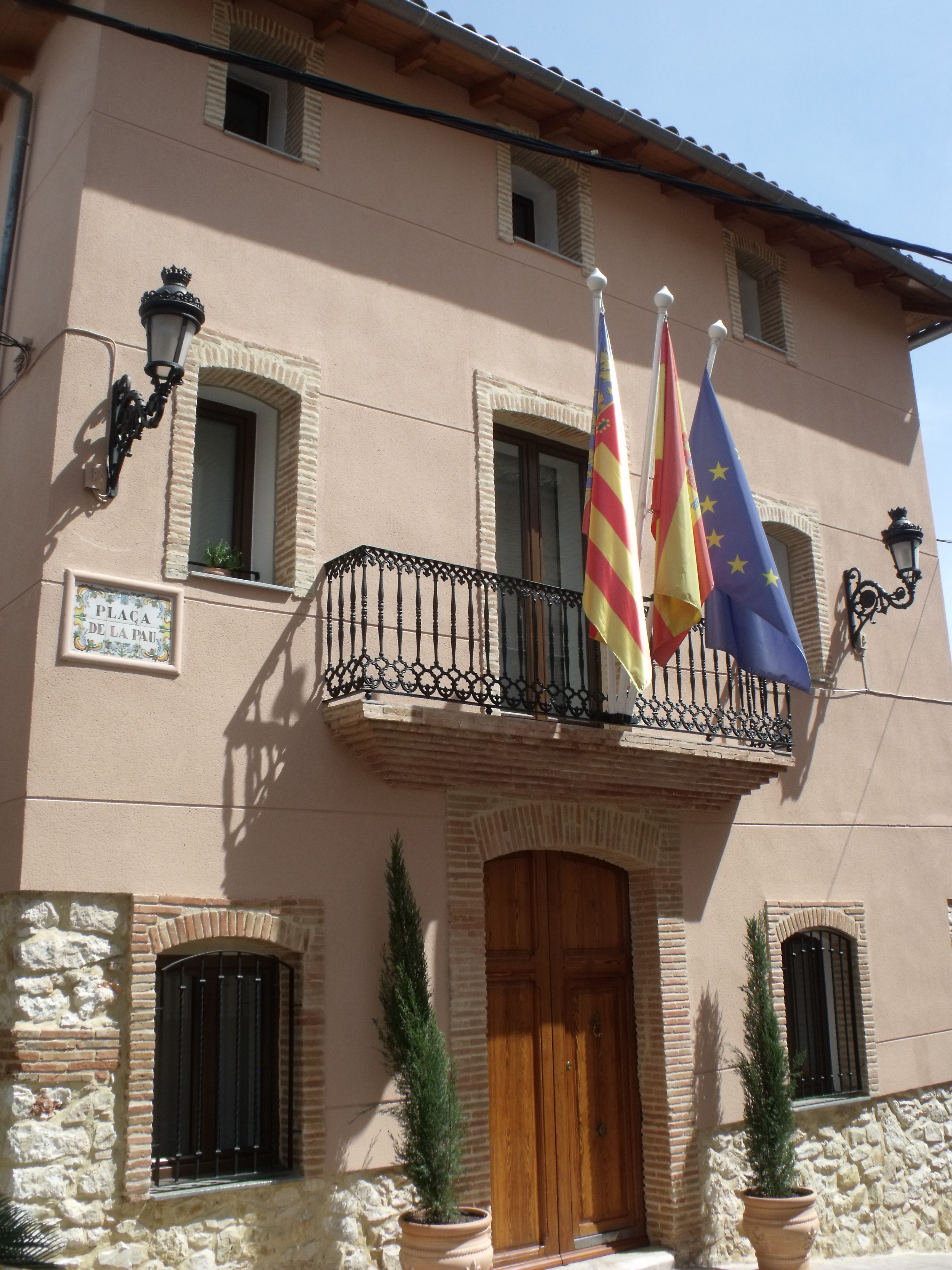
Rathaus